# Sheffieldia
Sheffieldia är ett släkte av fjärilar. Sheffieldia ingår i familjen juvelvingar.
Kladogram enligt Catalogue of Life:
| Sheffieldia | \| \| Sheffieldia neavei \| \| \| \| \| \| Sheffieldia rhodesiae \| \| \| \| |
|             | \| \| Sheffieldia neavei \| \| \| \| \| \| Sheffieldia rhodesiae \| \| \| \| |
|             | Sheffieldia neavei                                                           |
|             |                                                                              |
|             | Sheffieldia rhodesiae                                                        |
|             |                                                                              |